# Движение за Автономию (Италия)
Движение за Автономию (итал. Movimento per le Autonomie, MpA) — регионалистская, христианско-демократическая политическая партия Италии. Партия выступает за экономическое развитие, большую автономию и широкие законодательные полномочия для Сицилии и других регионов Южной Италии.

## История

### Ранние годы
Партия была основана 30 апреля 2005 года как Движение за Автономию (Movimento per l’Autonomia) сицилийскими бывшими членами Союз Центра (2002) (UDC) и других правоцентристских партий, наиболее заметные из которых Forza Italia (FI), Italian Republican Party (PRI) и Nuovo Partito Socialista Italiano (NPSI).
На выборах 2006 года партия присоединилась к правоцентристской коалиции
Casa delle Libertà и сформировала совместный список, Pact for Autonomies, совместно с Лига Севера, регионалистским движением базирующемся в северной италии, и Sardinian Action Party. MpA избрала пять депутатов (два в списках FI) и двух сенаторов (один в списках FI). Ломбардо утверждал, что не находит возможности союза с лево-центристской коалицией The Union главным образом в связи с mainly because of the их недавней оппозицией строительству Моста через Мессинский пролив и их поддержкой однополых союзов.
В январе 2008 MpA сформировала политический пакт с Italia del Centro (IdC), в рамках которого Винченцо Скотти, лидер IdC, стал президентом партии. На Парламентских выборах 2008 года партия получила 1,1 % голосов (7.4 % в Сицилии) и получила 8 депутатских и 2 сенаторских места, благодаря альянсу с Il Popolo della Libertà (PdL) и Lega Nord. После выборов MpA вошла в состав правительства Берлускони. Более важным событием в жизни партии стали Региональные выборы в Сицилии, где Ломбардо был избран президентом региона, а MpA стала третьей крупнейшей партией с 13,8 % голосов (21.8 % с учётом персонального списка Ломбардо и голосов за Democratici Autonomisti) и 15 региональных депутатов.

### Партия Юга
На Выборах в Европейский парламент 2009 года MpA изменили своё название на Движение за Автономии с целью отразить намерение стать национальной партией, утвердившейся в каждой части страны, выступая как часть коалиции L’Autonomia, которая включает также La Destra, Partito Pensionati и Alleanza di Centro. как часть своей «национальной» стратегии партия s joined by some small regionalist parties из северной Италии: Lombardia Autonoma, the Forum dei Veneti, Autonomist Trentino и S.O.S. Italia. На национальном уровне альянс собрал около 2,2 % голосов, thus returning no MEPs, но на выборах в своей Сицилийской вотчине получил 15,6 %.
В связи с выборами появились слухи о возможности образования новой «Партии Юга», в которой MpA должна была стать ядром. В декабре 2009 Рафаэле Ломбардо, лидер MpA и Президент Сицилии, сформировал свой третий кабинет, который включил министров из его партии MpA, а также «PdL-Sicily» of Gianfranco Micciché и новообразованной региональной секции Alleanza per l’Italia (ApI), и несколько независимых, включая одного, который был близок к левоцентристской оппозиции Partito Democratico (PD). Ломбардо не назначил никого из «официальных» PdL и UDC.
Разрыв альянса с официальной PdL в Сицилии и других регионах Юга привёл к болезненному внутреннему расколу. В январе 2010 Винченцо Скотти и ещё четверо депутатов из восьми, которые хотели сохранить альянс с PdL, были исключены из партии и сформировали своё движение Noi Sud (NS). Однако далее, в сентябре 2010 Ломбардо разорвал также с Micciché и сформировал свой четвёртый кабинет, поддержанный так называемой коалицией «третьего полюса», состоящей из MpA, Future and Freedom (FLI), и крыло из UDC and ApI, плюс PD. В ноябре, как союзник Gianfranco Fini's FLI, MpA сместил правительство Берлускони.
На 15 декабря 2010 года MpA бела основным членом Nuovo Polo per l’Italia (NPI) наряду с UDC, FLI и ApI.
В марте 2011 Ломбардо анонсировал, что MpA должна скоро трансформироваться в крупнейшую «партию Юга».
В июле 2012 Ломбардо покинул пост секретаря партии и был сменён Giovanni Pistorio, долговременным сицилийским лидером партии, и Agazio Loiero, бывшим Демократом, который был президентом региона Калабрия с 2005 по 2010.

### Партия Сицилийцев
В августе Ломбардо ушёл в отставку с поста Президента Сицилии, стимулировав более ранние выборы. Сицилийское отделение MpA было переименовано в Partito dei Siciliani (PdS). Ломбардо принял решение не идти на перевыборы и PdS поддержала кандидатуру Gianfranco Miccichè, лидера Grande Sud, на пост Президента, как часть «Сициалистической» коалиции. Micciché получил 15,4 % голосов, а PdS собрала 9,5 %.
PdS/MpA Не преодолела избирательный порог на Парламентских выборах в Италии 2013 года, но, благодаря соглашению с PdL, получила одно депутатское место (Angelo Attaguile) и два сенаторских (Antonio Scavone и Pippo Compagnone). Attaguile выбрал присоединиться к команде Лига Севера в парламентской группе «Lega Nord-Autonomies». Attaguile позже покинул PdS/MpA и присоединился к Noi con Salvini, став их национальным секретарём.

## Итоги выборов

### Итальянский Парламент
| Палата депутатов |                      |                           |              |     |                  |
| Год выборов      | # число голосов «за» | % от общего числа голосов | # число мест | +/- | Лидер            |
| 2008             | 410,499 (#8)         | 1.2                       | 8 из 630     | -   | Рафаэле Ломбардо |
| 2013             | 148,534 (#13)        | 0.4                       | 3 из 630     | ▼ 5 | Рафаэле Ломбардо |

| Сенат Республики |                      |                           |              |     |                  |
| Год выборов      | # число голосов «за» | % от общего числа голосов | # число мест | +/- | Лидер            |
| 2008             | 355,361 (#8)         | 1.1                       | 2 из 315     | -   | Рафаэле Ломбардо |
| 2013             | 48,618 (#15)         | 0.2                       | 2 из 315     | -   | Рафаэле Ломбардо |

### Европейский Парламент
| Год выборов | # число голосов «за» | % от общего числа голосов | # число мест | +/- | Лидер            |
| ----------- | -------------------- | ------------------------- | ------------ | --- | ---------------- |
| 2009        | 681,290 (#9)         | 2.2                       | 0 из 72      | -   | Рафаэле Ломбардо |

### Региональное Собрание Сицилии
| Год выборов | # число голосов «за» | % от общего числа голосов | # число мест | +/- | Лидер            |
| ----------- | -------------------- | ------------------------- | ------------ | --- | ---------------- |
| 2006        | 308,219 (#5)         | 12.5                      | 10 из 90     | -   | Рафаэле Ломбардо |
| 2008        | 371,418 (#3)         | 14.0                      | 16 из 90     | ▲ 6 | Рафаэле Ломбардо |
| 2012        | 182,737 (#5)         | 9.5                       | 10 из 90     | ▼ 6 | Рафаэле Ломбардо |

## Руководство
- Federal Secretary: Рафаэле Ломбардо (2005—2012), Giovanni Pistorio / Agazio Loiero (2012—2013)
- Federal President: Винченцо Скотти (2008—2010)